# جاك بيرل
جاك بيرل (بالإنجليزية: Jack Pearl)‏ هو ممثل أمريكي، ولد في 29 أكتوبر 1894 بنيويورك في الولايات المتحدة، وتوفي بنفس المكان في 25 ديسمبر 1982.

## وصلات خارجية
- جاك بيرل على موقع IMDb (الإنجليزية)
- جاك بيرل على موقع أول موفي (الإنجليزية)
- جاك بيرل على موقع قاعدة بيانات برودواي على الإنترنت (الإنجليزية)
- جاك بيرل على موقع قاعدة بيانات الأفلام السويدية (السويدية)
- جاك بيرل على موقع قاعدة بيانات الفيلم (الإنجليزية)